# Газанія
Газанія (Gazania) — рід рослин родини айстрові, що зростає в Південній Африці і в Мозамбіку. В Австралії рослина натуралізована на прибережних дюнах і узбіччях.

## Загальна характеристика

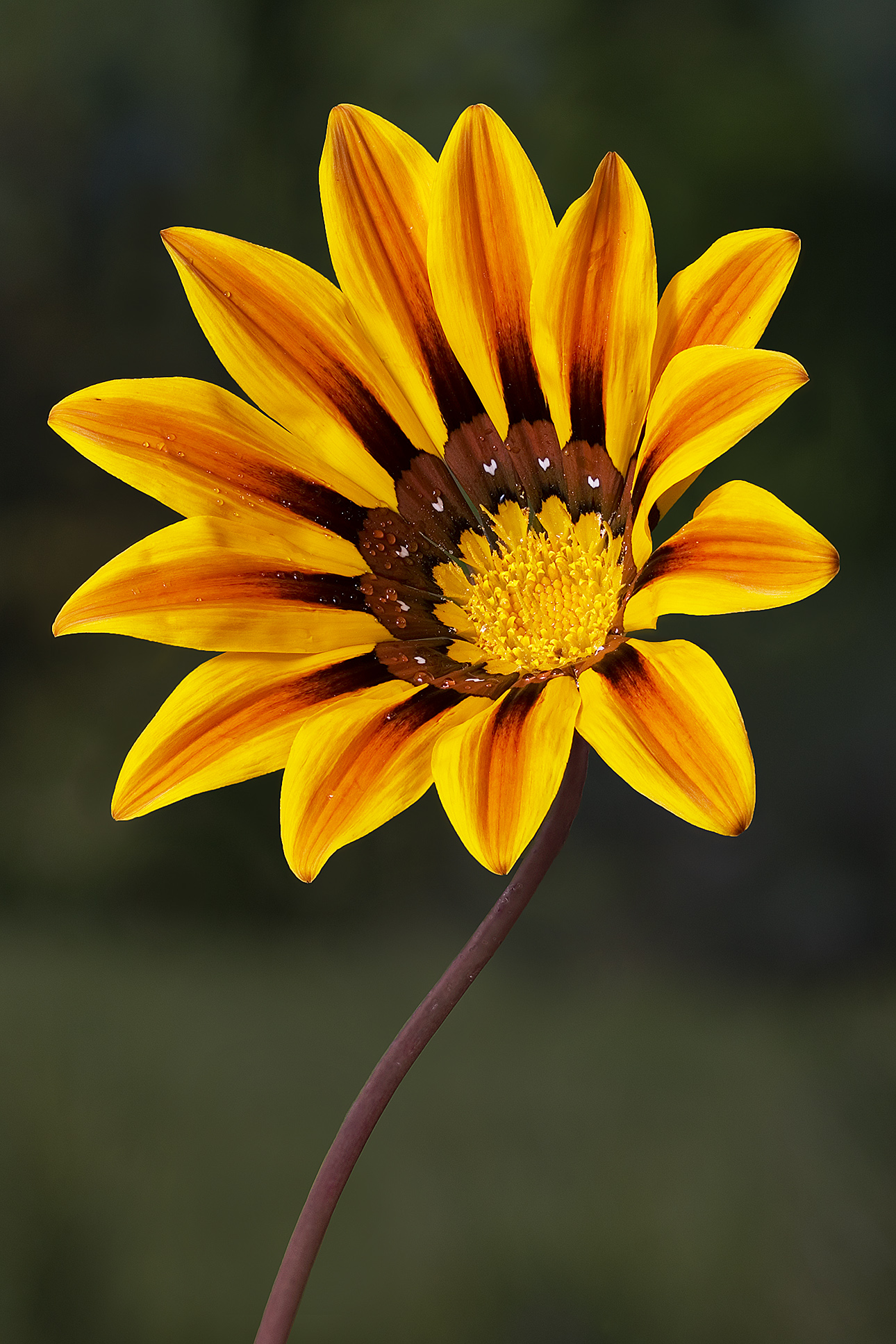

Однорічні або багаторічні низькорослі трав'янисті рослини з коротким стеблом або зовсім без нього. Листя темно-зелені або сірувато-зелені, щільні, дуже мінливі за формою, від видовжено-ланцетних до перистих, знизу шерстисті, зібрані в прикореневу розетку.
Суцвіття — поодинокі кошики, на більш-менш довгих квітконосах, виключно яскраві та ефектні, білі, жовті, помаранчеві або темно-червоні, 5-9 см в діаметрі. Особливу принадність суцвіттям надають темні плями біля основи язичкових квіток, створюючи тонко окреслений кільцевої малюнок, що нагадує за забарвленням «вічка» павиного хвоста. Вночі і в похмуру погоду язичкові квітки скручуються по довжині і закривають центральні трубчасті. Сім'янки волосисті, з чубком.

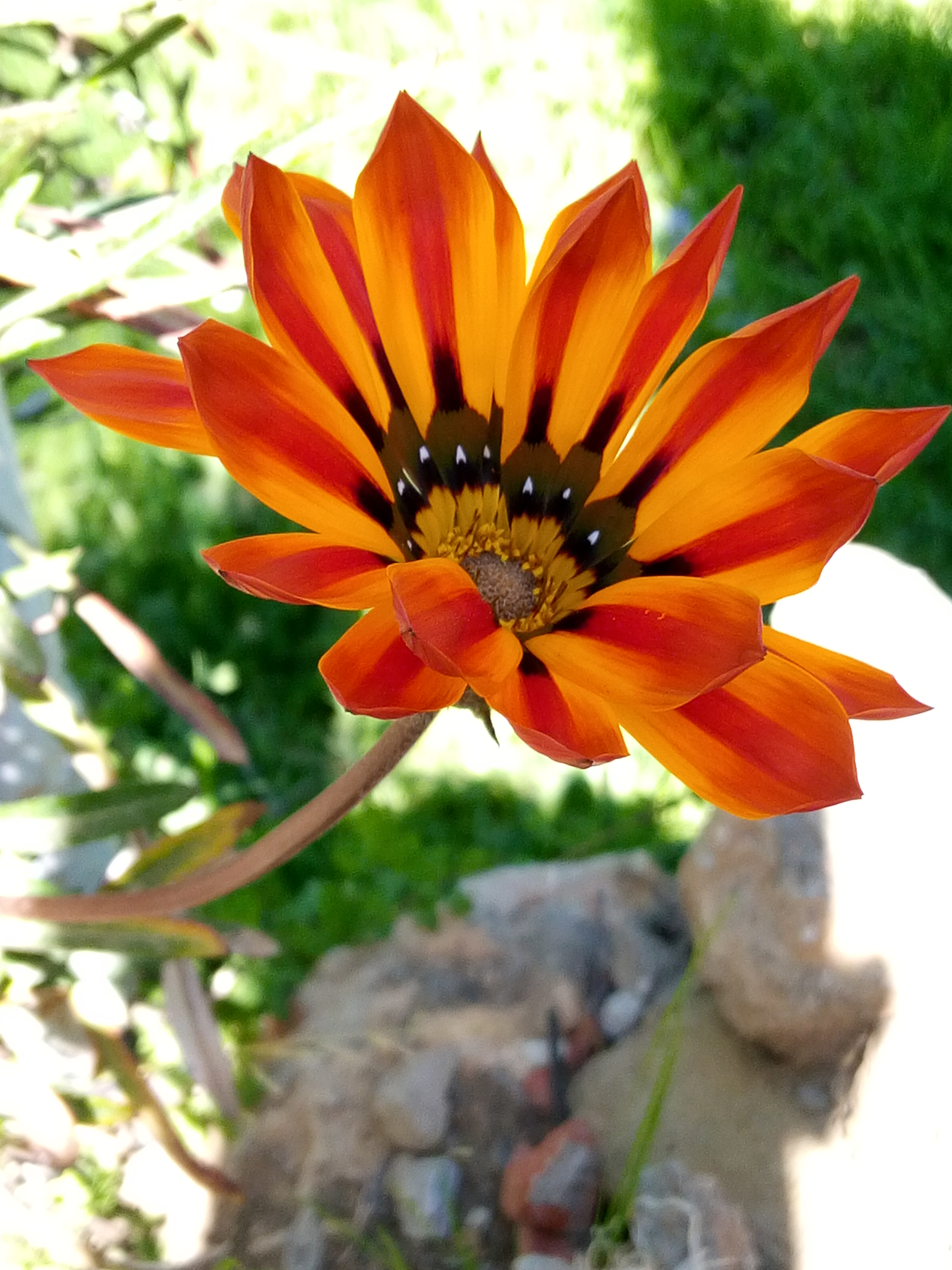
Газанія

Через своє яскраве, часто строкате забарвлення культивується в інших місцях як декоративна. Серед декоративних видів поширені рослини з білими, жовтими, помаранчевими, червоними та коричневими квітами.
Рослина любить сонячні місця з легким ґрунтом, може виносити бідність і сухість ґрунтів, але не терпить надмірного зволоження.
Відмінною особливістю рослини є здатність квіток досить швидко відкриватися на світлі і закриватися в тіні.
Квітне з червня до вересня, на одному кущі може бути до 10-15 квіток, окрема квітка тримається біля 2-х тижнів.

## Види
За даними спільного енциклопедичний інтернет-проєкт із систематики сучасних рослин Королівських ботанічних садів у К'ю і Міссурійського ботанічного саду «The Plant List» рід містить 19 прийнятих видів:
- Gazania caespitosa Bolus
- Gazania ciliaris DC.
- Gazania heterochaeta DC.
- Gazania jurineifolia DC.
- Gazania krebsiana Less.
- Gazania leiopoda (DC.) Roessler
- Gazania lichtensteinii Less.
- Gazania linearis (Thunb.) Druce
- Gazania maritima Levyns
- Gazania othonnites (Thunb.) Less.
- Gazania pectinata (Thunb.) Spreng.
- Gazania rigens (L.) Gaertn.
- Gazania rigida (Burm.f.) Roessler
- Gazania schenckii O.Hoffm.
- Gazania schenkii O.Hoffm. ex Schinz
- Gazania serrata DC.
- Gazania speciosa (Willd.) Less.
- Gazania tenuifolia Less.
- Gazania thermalis Dinter

## Використання
Використовується як ґрунтопокривна рослина для прикрашення рабаток, бордюрів, груп, кам'янистих гірок, укосів і для зрізання. Газанію висаджують в широкі вуличні вази або контейнери в поєднанні з синім агератумом або лобелією. Завдяки опушенню листя рослини добре переносить високу загазованість міських вулиць, їх можна висаджувати в рабатки на розділові смуги трас.
Також використовується для озеленення балконів.